# Simó Ballester
Simó Ballester àlies Tort (Manacor, ? - Palma, 1457) va ser un dels cabdills de la Revolta Forana mallorquina (1450-1453).
Era pagès i fill del majoral de Son Pere Andreu. Juntament amb Jaume Nicolau i Bartomeu Moner en va ser un dels homes clau, i dels més radicals de la revolta. El juliol del 1450 va participar en el primer setge de la Ciutat de Mallorca, com a cap d'un exèrcit de 2.000 pagesos.
A principis de 1451, Simó Ballester va iniciar negociacions a Manacor amb el governador Berenguer d'Oms, que s’hi havia desplaçat expressament amb aquest propòsit. Tanmateix, les negociacions no arribaren a bon port i, a l'abril de 1451, es produí el segon setge de la Ciutat.
A inicis de maig de 1451, Ballester exercí com a cabdill de les tropes foranes en un enfrontament a Muro amb les tropes lleials al governador. Allí, prop de 900 pagesos  liderats pel lloctinent Jaume Cadell, s'enfrontaren a les tropes foranes. Malgrat tot, la major part passaren al bàndol dels revoltats i l'expedició contrarevolucionària es va haver de retirar a la Ciutat.
Després d'un tercer setge al maig de 1451, el rei Alfons el Magnànim cedí a les pressions dels privilegiats i es decidí a intervenir amb molta duresa cap als forans. El rei, a l'agost de 1452, envià un exèrcit de mercenaris italians (saccomanni), del qual era capità general el virrei de Sardenya Francesc d'Erill i de Centelles, que derrotà les forces foranes a la batalla del Rafal Garcés, entre Inca i Sencelles.
La historiografia tradicional s'ha limitat a seguir el relat de Quadrado, indicant que després de la desfeta de la batalla, Simó Ballester es va embarcar cap a Nàpols en una ambaixada per a comparèixer davant la cort reial. Realment salpà un mes abans, i desembarcaren a destí el 2 de setembre. Alfons el Magnànim els posà a les seves ordres, servint a les campanyes militars italianes, des de finals de 1452.
A l'estiu de 1456 Simó Ballester se n'anà a Menorca amb la seva muller, sembla que sense el consentiment del monarca. Havia estat bandejat de Mallorca i volia acolli-se al privilegi reial de 1427 que condonava les penes als nous repobladors menorquins. Així i tot, Francesc d'Erill, els jurats i l'oligarquia mallorquina iniciaren una sèrie de sol·licituds al rei per tal d'extradir-lo i processar-lo. Inicialment, tant el governador de Menorca, Jofre d'Ortafà, com els jurats menorquins i el mateix monarca s'hi oposaren. Malgrat tot, al final el monarca s'hi va avenir i el feu enviar cap a Mallorca. A finals de 1456 va ser empresonat a la torre de l'Àngel del Palau Reial de l'Almudaina i la nit de Reis de 1457 fou decapitat i esquarterat.

## Simó Ballester en la literatura
De la seva vida se n'han fet diverses obres:
- Simón Ballester el tuerto (1863), de Miquel Bibiloni Corró
- Lealtad mallorquina, de Joan Bosch Sureda
- Els commoguts, de Joan Soler i Antich[5]
- L'obra de teatre Anomenat lo Tort, representada a Manacor per la companyia Els Capsigranys.
- La gloria dels vençuts, de Guillem Morro Veny

## Reconeixement
- Carrer Simó Ballester a Palma
- CEIP Simó Ballester de Manacor
- Carrer Simó Tort a Manacor
- Ateneu lo Tort a Manacor